# Shima Sakon
Shima Sakon (島 左近?; 9 giugno 1540 – 21 ottobre 1600) è stato un samurai del periodo Sengoku.

## Biografia
Conosciuto anche come Shima Kiyooki (島 清興?), Shima Tomoyuki o Shima Katsutake, fu inizialmente servitore del clan Tsutsui. Assieme a Ukon Shigenobu erano conosciuti come la mano destra e sinistra di Tsutsui Junkei.  
Dopo la morte di Junkei nel 1584 decise di abbandonare la vita da guerriero. Ritornò sui campi di battaglia quando si unì alle forze di Ishida Mitsunari, che gli offrì una ricompensa generosa. C'era un detto tra la gente dell'epoca: "Ishida Mitsunari non merita due cose, Shima Sakon e il castello di Sawayama".
Durante la battaglia di Sekigahara Shima servì come uno dei generali di rango superiore delle forze occidentali. Il giorno prima della battaglia riportò un grande successo contro le forze orientali nella battaglia di Kuisegawa. Alcune fonti riportano che i suoi uomini fossero degli archibugieri e avesse anche a disposizione dei cannoni. Litigò poco prima della battaglia con Shimazu Yoshihiro quando quest'ultimo suggerì un attacco notturno a cui Shima si oppose.
Tuttavia ebbe un ruolo importante nella battaglia, e viene identificato come uno dei collanti che teneva uniti i diversi daimyō delle forze occidentali, non tutti felici di seguire Mitsunari. Durante la battaglia comandò solo 1.000 samurai, a protezione di Mitsunari e del suo quartier generale sul Monte Sasao, prendendo parte ai combattimenti più feroci del giorno. Il figlio di Shima fu ucciso in battaglia davanti al padre, e lo stesso Shima fu gravemente ferito dal fuoco dei moschetti di un samurai di Kuroda Kanbei, Nagamasa, all'inizio della battaglia. Nonostante ciò ritornò nuovamente nel campo di battaglia finché i suoi servitori non lo persero di vista. Alla fine della battaglia, alle truppe orientali fu ordinato immediatamente di trovare la sua testa e portarla a Tokugawa Ieyasu. Nonostante una lunga ricerca la testa di Shima non fu mai trovata. Secondo alcune storie, sembra che il suo secondo figlio la raccolse sul campo di battaglia facendola sparire.
Tuttavia altre fonti riportano che morì un mese dopo per le ferite oppure cercando di fuggire.